# Bảo tàng Nowa Huta
Bảo tàng Nowa Huta - một chi nhánh của Bảo tàng Krakow, nằm trong tòa nhà của rạp chiếu phim Światowid trước đây trong Trung tâm E 1 ở Nowa Huta.

## Lịch sử

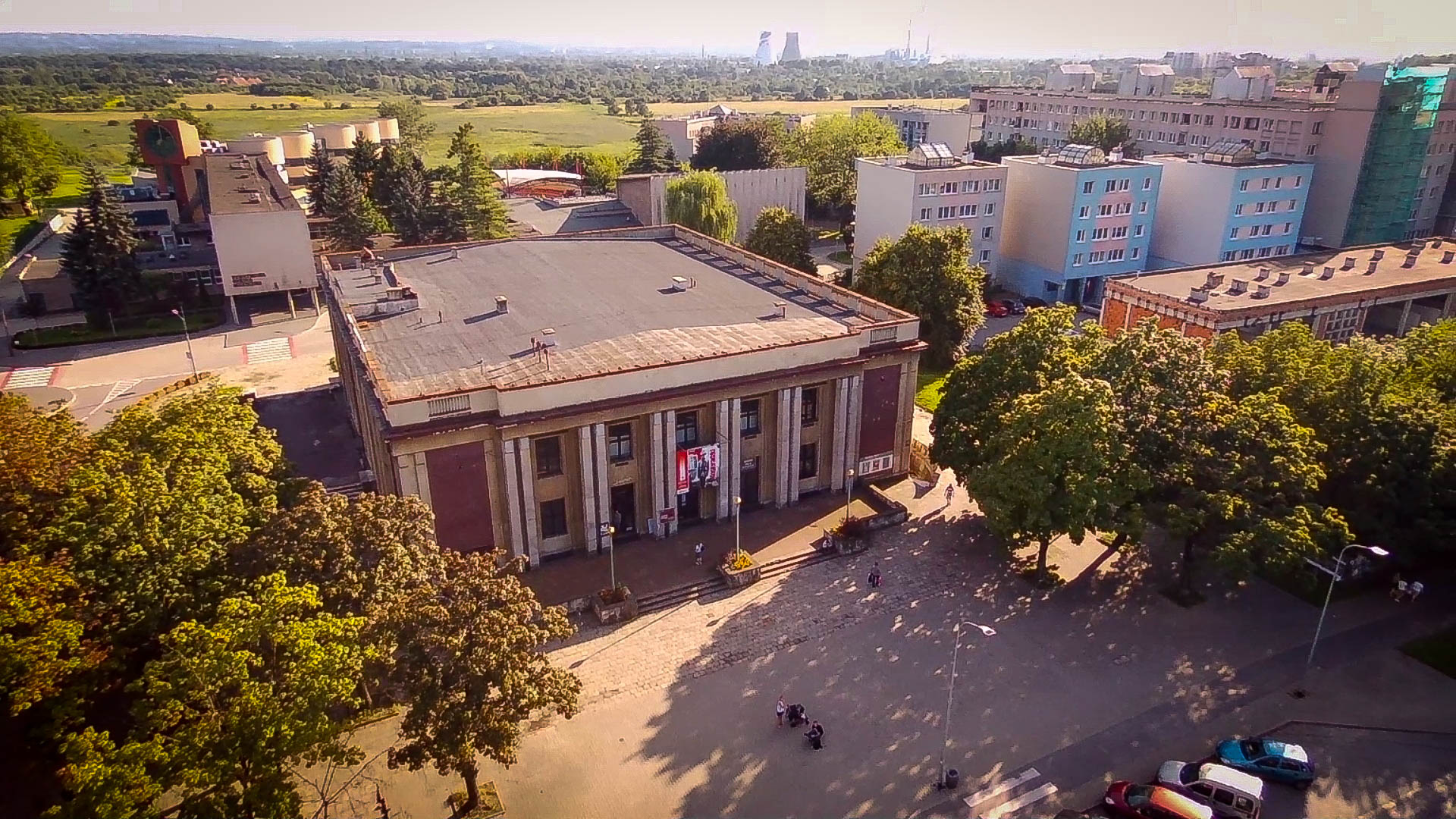
Bên ngoài Bảo tàng Nowa Huta

Lịch sử của chi nhánh Bảo tàng Nowa Huta đã hoạt động từ năm 2005 ở Słonecznym 16, và người quản lý đầu tiên của nó là Leszek J. Sibila. Hơn 30 triển lãm đã được tổ chức ở đó. Ông đã tiến hành nghiên cứu, phát triển và chia sẻ thông tin về Nowa Huta từ thời tiền sử cho đến ngày nay. Ông đã xuất bản các ấn phẩm khoa học và phổ biến về lịch sử của Nowa Huta, và cũng tiến hành các hoạt động giáo dục chuyên sâu.
Bảo tàng Cộng hòa Nhân dân Ba Lan hoạt động từ tháng 4 năm 2013 và được điều hành bởi Thành phố Krakow và Bộ Văn hóa và Di sản Quốc gia. Nó nằm trong tòa nhà rạp chiếu phim Światowid trước đây. Đó là nơi gặp gỡ của những câu chuyện khác nhau về Cộng hòa Nhân dân Ba Lan như chính trị, xã hội, đạo đức, văn hóa, cũng như các cuộc trò chuyện và tranh luận về thời đại. Hoạt động đã mời cư dân của Krakow và khách du lịch đến hơn một chục triển lãm, một số trong đó là dân địa phương - trên toàn quốc và thậm chí là quốc tế.

## Dự án mở rộng
Vào ngày 5 tháng 10 năm 2016, cuộc thi thiết kế kiến trúc và xây dựng của bảo tàng đã được tiến hành và thiết kế sắp xếp của triển lãm thường trực cùng với kịch bản. Dự án chiến thắng của công ty Giáo dục & Nghệ thuật Đa phương tiện MAE cung cấp, trong số những người khác, để tạo ra một quán cà phê, phòng hội thảo và rạp chiếu phim mùa hè trên nóc tòa nhà, cũng như đặt phòng triển lãm chính dưới quảng trường trước tòa nhà. Tòa nhà cũng sẽ bao gồm: phòng triển lãm tạm thời, phòng giáo dục, phòng đọc sách, thư viện âm thanh, xưởng sản xuất và không gian lân cận nơi cư dân của Nowa Huta sẽ có thể thực hiện các dự án của họ.